# لقلقي بلوطي الأوراق
لقلقي بلوطي الأوراق (الاسم العلمي: Pelargonium quercifolium) هو نوع من النباتات يتبع جنس اللقلقي من الفصيلة الغرنوقية.